# I’ll Be Your Mirror
I’ll Be Your Mirror – utwór amerykańskiego zespołu rockowego The Velvet Underground. Na utworze pojawia się wokalistka Nico. Stroną A utworu jest inny singel „All Tomorrow’s Parties”. Singel pochodzi z debiutanckiego albumu The Velvet Underground The Velvet Underground & Nico.